# Konsulat Generalny Francji w Krakowie
Konsulat Generalny Francji w Krakowie (fr. Consulat général de France à Cracovie) – misja konsularna Republiki Francuskiej w Krakowie, w Rzeczypospolitej Polskiej.
Okręg konsularny Konsulatu Generalnego Francji w Krakowie obejmuje województwa:
- dolnośląskie
- małopolskie
- opolskie
- podkarpackie
- śląskie
- świętokrzyskie.

Za pozostałą część Polski odpowiada Wydział Konsularny Ambasady Francji w Warszawie.
Urząd ma swoją siedzibę w Kamienicy Pod Opatrznością. Przy konsulacie generalnym ma swoją siedzibę Instytut Francuski w Krakowie.

## Historia
Konsulat Francji w Krakowie powstał w 1923 na prawach agencji konsularnej. Do rangi konsulatu został podniesiony w 1935, konsulatu generalnego w 1965.

## Kierownicy konsulatu[5][6]
- 1928[7]-1929[8]  - Voillery, sekr.
- 1934 - Gabriel Richard, wicekonsul[9]
- 1935[10]-1938[11] - Paul Cesbron-Lavau, konsul
- 1939 - Jean Le Forestier, konsul[12]
- 1945-1946 - Gustave Martin, konsul
- 1946-1947 - Alphonse Droz, konsul
- 1948-1949 - Henri Léautier, konsul
- 1949-1951 - Jacques Honoré, konsul
- 1951-1954 - Victor Revelli, konsul
- 1954-1956 - Alain Peyrefitte, konsul
- 1956-1961 - Jean Van Ghele, konsul
- 1961-1965 - Maurice Deshors, konsul
- 1965-1968 - Patrice Le Caruyer de Beauvais, konsul generalny
- 1968-1972 - Jean Honnorat, kons. gen.
- 1972-1975 - Joseph Schmid, kons. gen.
- 1975-1977 - Henri Vial, kons. gen.
- 1977-1980 - Marcel Roux, kons. gen.
- 1980-1984 - André Bonamy, kons. gen.
- 1984-1987 - François Breton, kons. gen.
- 1987-1991 - Alain du Boispéan, kons. gen.
- 1991-1995 - Didier Destremau, kons. gen.
- 1995-1998 - Yves Barelli, kons. gen.
- 1998-2002 - Roland Blatmann, kons. gen.
- 2002-2005 - Michel Raineri, kons. gen.
- 2005-2007 - Sylvie de Bruchard, kons. gen.
- 2007-2010 - Pascal Vagogne, kons. gen.
- 2010-2013 - Alexis Chahtahtinsky, kons. gen.
- 2013-2016 - Thierry Guichoux, kons. gen.
- 2016-2020 - Frédéric de Touchet, kons. gen.
- 2020-2023 - Anne Schmidt-Riou, kons. gen.
- 2023 - – Cédric Peltier, kons. gen.

## Siedziba
Chronologicznie mieściła się przy ul. Pawiej 3 (1928), ul. Felicjanek 1 (1929–1933), w Domu Federowicza z 1911 (proj. Teodora Hoffmanna) przy ul. Studenckiej 1 (1934–1937), Pałacyku Juliusza Jutkiewicza w Krakowie z 1892 (proj. Wandalina Beringera) przy ul. Potockiego 9 (1938–1939), w kamienicy z 1910 (proj. Józefa Wilczyńskiego, Alfreda Kramarskiego i Jana Perosia) przy ul. Karmelickiej 9 (1946–1948), ul. Kapucyńskiej 5, w kamienicy „Pod Matką Boską” z 1889 (proj. Karola Zaremby) przy ul. Krupniczej 5 (lata 50. i 60. XX w.), i obecnie w Kamienicy Pod Opatrznością z XV–XVIII w. przy ul. Stolarskiej 15 (1984–).

## Galeria

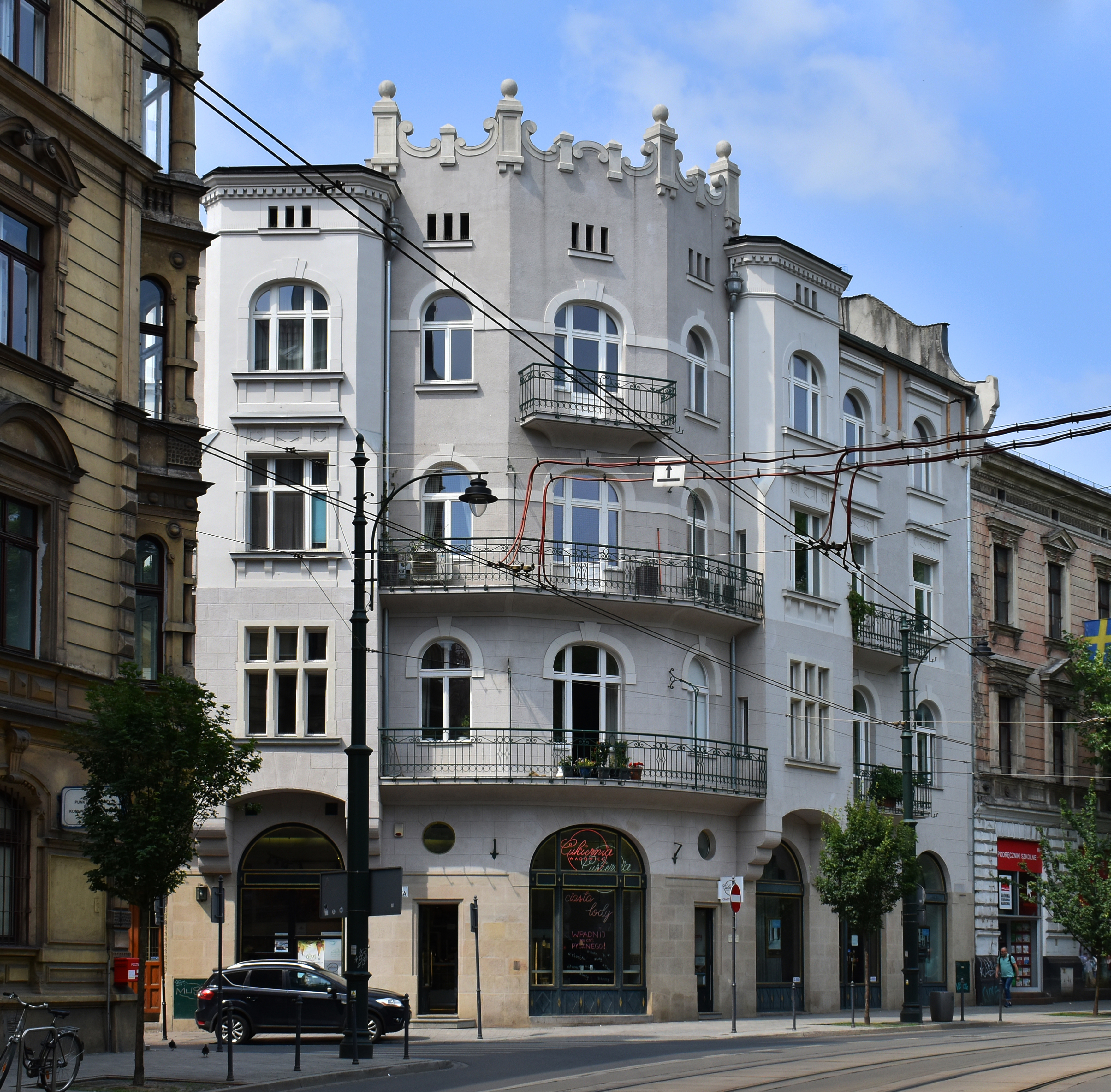
b. siedziba Konsulatu Francji w Krakowie przy ul. Studenckiej 1 (1934–1937)
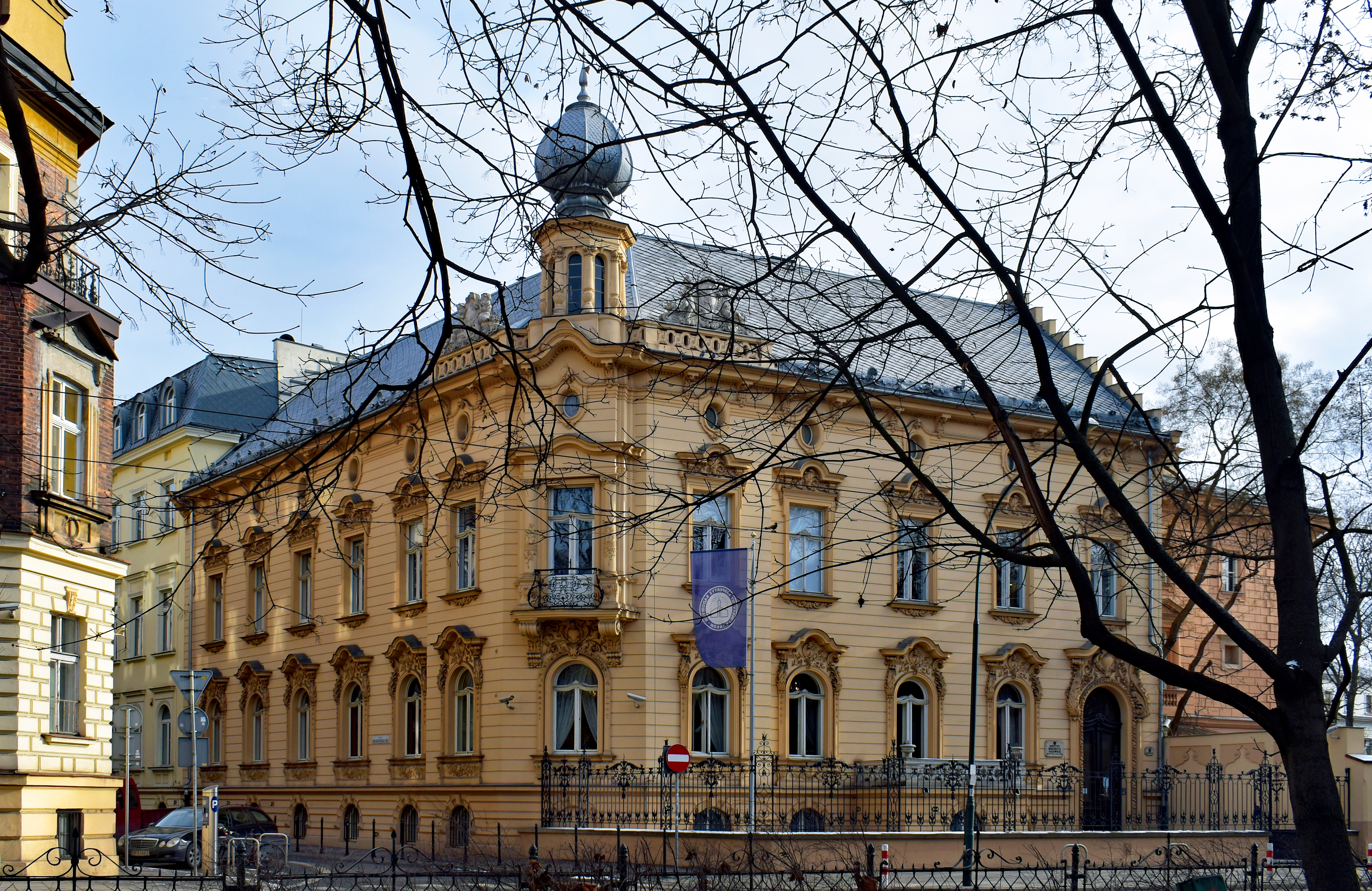
b. siedziba Konsulatu Francji w Krakowie przy ul. Westerplatte 9 (1938–1939)
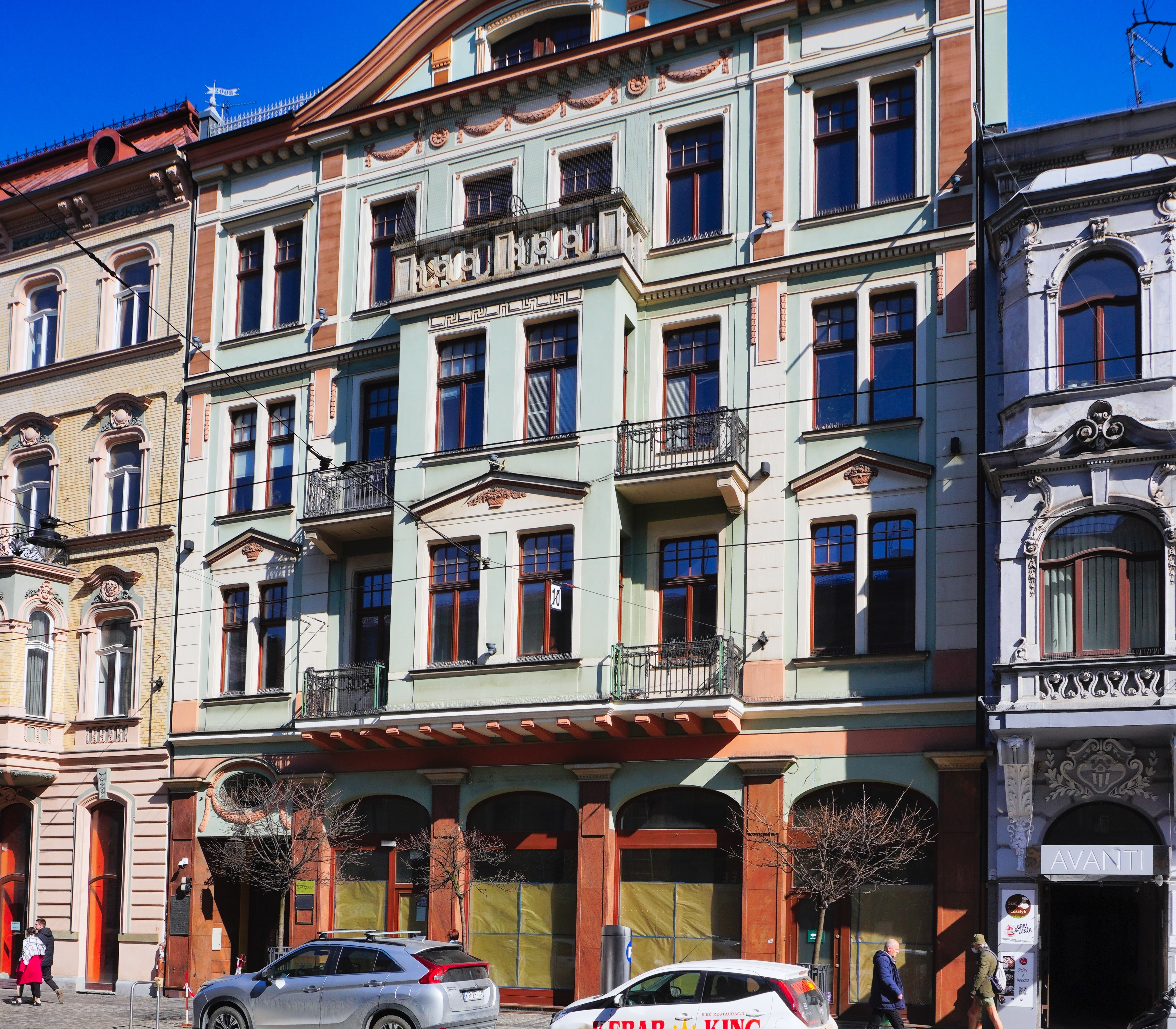
b. siedziba Konsulatu Francji w Krakowie przy ul. Karmelickiej 9 (1946–1948)
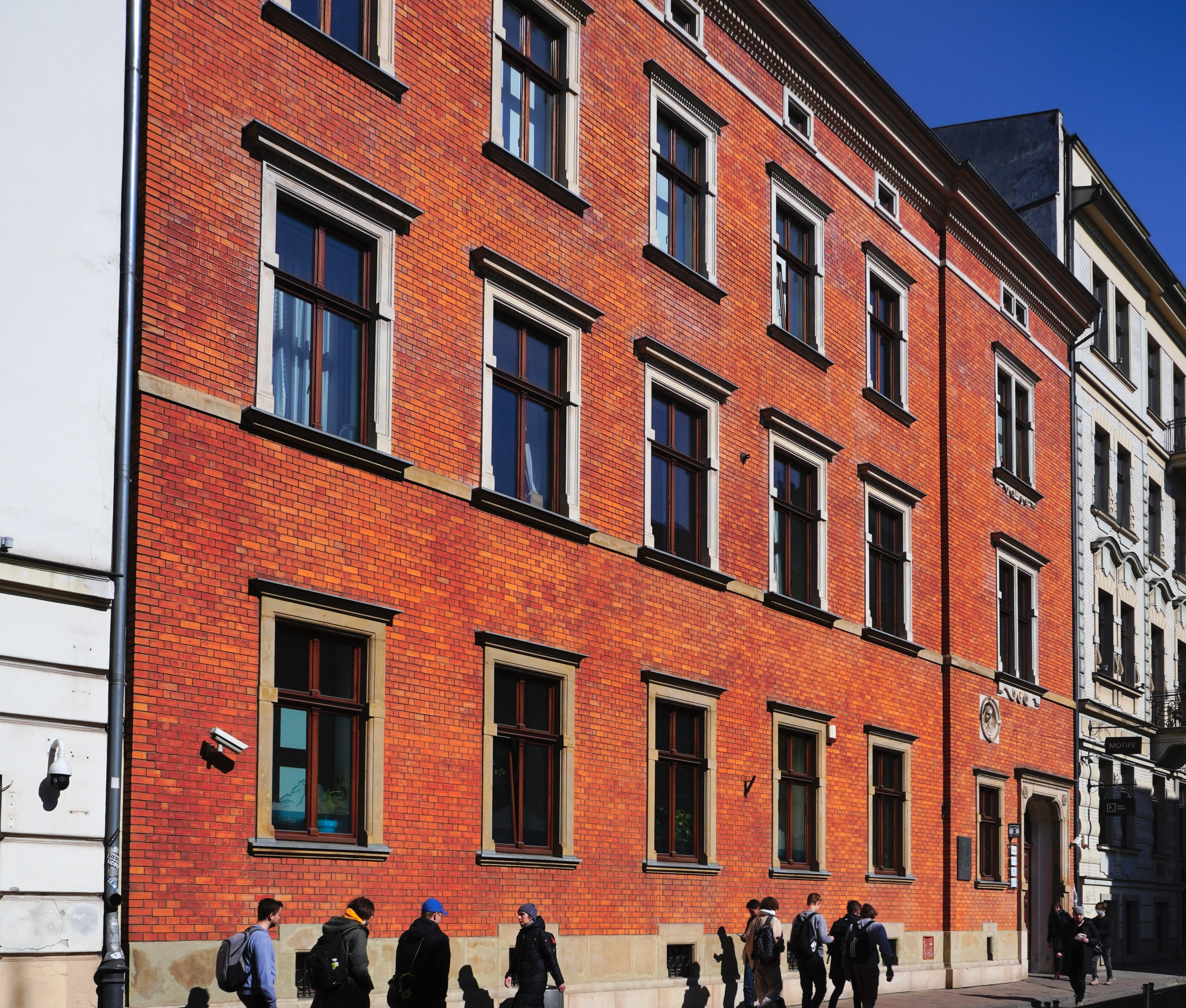
b. siedziba Konsulatu Francji w Krakowie przy ul. Krupniczej 5 (lata 50. i 60. XX w.)